# Esòfag en trencanous
L'esòfag en trencanous (o esòfag hipercontràctil o esòfag en tirabuixó o esòfag en llevataps), és un trastorn del moviment de l'esòfag caracteritzat per contraccions en el múscul llis de l'esòfag en una seqüència normal però amb una amplitud o durada excessives. L'esòfag en trencanous és un dels diversos trastorns de la motilitat de l'esòfag, incloent-hi l'acalàsia i l'espasme esofàgic difús. Provoca dificultat per empassar (disfàgia), tant als aliments sòlids com líquids, i pot provocar un dolor toràcic important; també pot ser asimptomàtic. L'esòfag en trencanous pot afectar persones de qualsevol edat, però és més freqüent a la sisena i setena dècada de la vida.
El diagnòstic es realitza mitjançant un estudi de motilitat esofàgica (manometria esofàgica), que avalua la pressió de l'esòfag en diversos punts de la seva longitud. El terme "esòfag en trencanous" prové de la constatació de l'augment de les pressions durant el peristaltisme, amb un diagnòstic fet quan les pressions superen els 180 mmHg; això s'ha comparat amb la pressió d'un trencanous mecànic. El trastorn no progressa, i no s'associa a cap complicació; així, el tractament de l'esòfag en trencanous només té com a objectiu el control dels símptomes.